# Fenilketonurija
Fenilketonurija (okrajšano PKU) je dedna presnovna bolezen, ki jo povzroči mutacija gena za encim fenilalanin hidroksilazo (PAH). Okvara tega encima prepreči ali zmanjša pretvorbo aminokisline fenilalanin v tirozin, zato se fenilalanin kopiči v telesu, kar povzroči možganske okvare. Gen za PAH se pri človeku nahaja na 12. kromosomu in se deduje avtosomno recesivno - oseba z enim okvarjenim alelom je prenašalec, pri bolniku z izraženo fenilketonurijo pa sta okvarjena oba alela. Opisanih je že več kot 400 različnih kvarnih mutacij, ki lahko namesto fenilketonurije povzročijo manj hudo hiperfenilalaninemijo (če je aktivnost encima samo zmanjšana in je torej kopičenje fenilalanina manjše). V redkih primerih povzroči fenilketonurijo okvara gena za molekulo tetrahidrobiopterin, ki je kofaktor, nujen za delovanje encima PAH.
Bolezen zaznamo z merjenjem koncentracije PAH v krvi, v razvitih državah se ta presejalni test rutinsko opravlja pri novorojenčkih. Bolniki morajo vse življenje držati strogo dieto brez hranil, ki vsebujejo veliko fenilalanina (meso, jajca, oreški, plodovi stročnic, mleko in mlečni izdelki idr.) in redno spremljati nivo fenilalanina v krvi. Posebej morajo biti na nivo fenilalanina pozorne nosečnice, saj ta aminokislina prehaja v posteljico in lahko škodi razvoju živčevja pri zarodku, četudi je sam zgolj prenašalec.
Delež obolelih se med državami zelo razlikuje.